# Siège d'Étampes (1652)
Ne doit pas être confondu avec Bataille d'Étampes (1652).
La Fronde
Le siège d'Étampes s'est déroulé du 27 mai au 7 juin 1652 lors des troubles de la Fronde. Les troupes royales, commandées par le vicomte de Turenne, ont assiégé la ville occupée par l'armée des Princes. Ce siège fut la suite de la bataille d'Étampes qui avait eu lieu le 4 mai précédent.

## Le siège d'Étampes
Le 27 mai 1652, le vicomte de Turenne est de retour devant Étampes avec environ 10 000 hommes. À l'intérieur de la ville, il y a le baron de Clinchamp, le comte de Tavannes, Jacques de Saulx et le comte de Valon.
Les défenseurs ont fortifié les portes Saint-Jacques, Saint-Pierre et Saint-Martin avec des demi-lunes, et les portes de la Couronne et du Château sont défendues par des canons et des couleuvrines. Ils ont également détruit tous les édifices proches des murailles à l'intérieur comme à l'extérieur de la ville, ce qui fait écrire à l'historien l'abbé Fleureau « Ceux qui entreprirent d'abattre la chapelle de Saint-Jacques de Berdegon, furent par un effet visible de la divine justice écrasés sous ses ruines ». Ils brûlent également les faubourgs et obligent les habitants à porter leurs armes à l'hôtel-de-ville pour qu'elles soient redistribuées aux troupes. Pareillement, les greniers à sel et à blé sont saisis. Les assiégés sont dans l'attente de renforts demandés auprès du gouverneur des Pays-Bas, l'archiduc Léopold-Guillaume de Habsbourg et qui n'arriveront pas. Dès son arrivée, Turenne fait installer 6 canons sur les hauteurs de la ville qui sont attaqués par les hommes des Princes qui enclouent 3 pièces et mettent hors de combat environ 80 mousquetaires avant d'être repoussés, ce qui n'empêche pas l'artillerie de Turenne de tirer sur la ville et d'envoyer ses hommes à l'assaut plusieurs fois dans la journée, assauts constamment refoulés. Après une canonnade en règle, Charles-Félix de Galéan, duc de Gadagne attaque, avec environ 1 000 hommes, un petit fort construit devant la porte d'Orléans et s'en rend maître sans trop de pertes. Plus tard, les frondeurs reprennent la construction avant que les assiégeants n'en viennent à bout.
Tous les jours, les forces recluses font des sorties qui occasionnent de lourdes pertes comme celle du 30 mai, le jour de la Fête-Dieu, où ils perdent environ 300 hommes dont le marquis de La Londe. Les troupes de Condé entreprennent de reprendre le fort avec 20 escadrons de cavalerie et 5 régiments d'infanterie. De l'autre côté, le comte de Renel charge avec un escadron mais échoue et est tout proche d'être capturé. Le comte de Schomberg est blessé lors de cette escarmouche. Après d'âpres combats, l'ennemi est finalement défait. Le 1er juin, c'est le faubourg Saint-Martin qui est le théâtre de furieux combats auxquels prend une part active le duc d'York. Le marquis de Vardes et le chevalier de la Vieuville y sont blessés, ce dernier mortellement.
Le 7 juin, après 13 jours, les troupes de Turenne lèvent le siège et partent vers Étréchy afin de couper la route de Paris au duc de Lorraine. Deux jours plus tard, ce sont les troupes de l'armée des princes qui se retirent d'Étampes pour monter sur Paris.

## Étampes, après le siège
Après le départ des belligérants, la ville est exsangue, dévastée, en ruines. Dans les rues s'amoncellent les cadavres abandonnés, les blessés et les orphelins errent. Il n'y a pas qu'Étampes qui a souffert, les villes voisines et les terres alentour également. Tout est ravagé et livre un spectacle de désolation, amenant la famine et son lot de maladies.
De bonnes âmes viennent au secours de la ville et, plus particulièrement un homme qui organise l'ensevelissement des corps et la création d'hospices et d'hôpitaux où sont reçus les pauvres et les malades. Grâce à Vincent de Paul, la ville revit.

## Note historique
Le 28 mai 1652, le roi qui arrive de Corbeil vient visiter les troupes. Alors qu'il traverse la plaine, il est accueilli par deux coups de canon, tirés de la ville, dont l'un tombe sur un escadron de gendarmes avec le roi à sa tête, ce qui vaudra la disgrâce du comte de Tavannes. 